# Schönebeck (Adelsgeschlecht)

Wappen derer von Schönebeck

von Schönebeck, früher auch Schönbeck, ist der Name einer ursprünglich altmärkischen Patrizier- und Adelsfamilie, die seit dem 15. Jahrhundert in Stendal nachgewiesen ist. Eine vermutlich polnische Nebenlinie ist das Geschlecht Szembek.

## Ursprünge
Der Ursprung dieser Familie (Schönebeck = niederdt. Schönbach) ist unbekannt. Der Name tritt in verschiedenen Teilen Deutschlands öfter auf. Nach Hellbach (1826) erbaute sie den Vorgängerbau von Schloss Groß Schönebeck in der Schorfheide und gründete das 1223 erstmals erwähnte Städtchen Schönebeck im Magdeburgischen. Nach Götze (1873) leitete sie hingegen wie viele Stendaler Familien ihren Namen von umliegenden Herkunftsorten ab.
Nach den Aufzeichnungen (1643) des Dominikaners Szymon Okolski (1560–1653) wurde bereits Gerlach Schönbegk von Karl dem Großen zu Aachen wegen seiner Verdienste im Kampf gegen die Sachsen geadelt. Als Gerlachs Nachkommen nennt Okolski Heinrich und Friedrich Schönbegk, deren Adelsprivilegien er wörtlich wiedergibt, das eine von Kaiser Heinrich VII., Florenz den 8. Februar 1313,  das andere von Kaiser Karl IV., Prag den 5. September 1355. In der Urkunde von 1313 heißt es, dass „der Edle Heinrich von Schonbegk“ (Nobilis Henricus de Schonbegk), obgleich seine Vorfahren schon seit 500 Jahren durch die Kaiser „mit Titel, und Wappen und militärischer Ausrüstung“ ausgezeichnet worden seien, aus besonderer Gunst und wegen seiner Verdienste in den Ritterstand erhoben wird (insignitum & in Equitem creatum). Okolski gibt dann die Stammreihe der Familie ab Peter (I) Schönbegk an, der Rat am Hofe Maximilians I. in Tirol war und mit Margaretha von Schleinitz verheiratet war. Seine vier Söhne Peter (II), Heinrich, Eduard und Bartholomäus (I) lebten laut Okolski in verschiedenen Ländern. Von ihnen ging Peter (II) nach Danzig, Heinrich blieb in Tirol, Eduard zog in die brandenburgische Heimat zurück, und Bartholomäus (I) war Anfang des 16. Jahrhunderts Hauptmann (rothmagister) in Stendal, wo er die Söhne Bartholomäus (II) und Heinrich zeugte. Bartholomäus (II) wurde laut Okolski Stammvater der polnischen Linie (Szembek). Heinrich war 1562 unter den Edelleuten, die Kurfürst Joachim II. zur Krönung Kaiser Maximilians II. nach Frankfurt am Main begleiteten.
Johann Friedrich Gauhe nennt die Familie „Schönbeck“ in seinem Genealogisch-historischen Adelslexikon (1719): „Eines der ältesten und ansehnlichsten Adelichen Häuser in der Marck Brandenburg.“ Diese Darstellung wurde in Zedlers Lexikon (1742) übernommen.  Die Abstammung der zahlreichen heutigen Nachkommen ist urkundlich belegbar nur bis Jakob (I) Schönbeck, welcher um 1455 geboren und 1529 auf dem Friedhof des Stendaler Doms begraben wurde. Er war der Urgroßvater von Bartholomäus Schönebeck (IV). Das genaue Verwandtschaftsverhältnis der Linie von Jakob (I) zu der des etwa gleichaltrigen, von Okolski genannten Peter Schönbegk konnte bisher nicht erwiesen werden.
Die Schönebeck führten im Mittelalter und auch später wie viele Adelsfamilien, darunter die mit ihnen verwandten Goldbeck oder die Bismarck, meist kein Adelsprädikat „von“. Zahlreiche eheliche Verbindungen mit Familien der Ritterschaft sind ein Zeichen dafür, dass sie als dem gleichen Stand angehörig betrachtet wurden. So heiratete Anna, eine Tochter von Claus Schönebeck, um 1530 in Stendal Heinrich (II) von Klötze aus einem kleinen und armen Adelsgeschlecht, das auf Klötze im Altmarkkreis Salzwedel zurückzuführen ist und 1629 ausstarb. Weitere eheliche Verbindungen bestanden zu den Familien von Goldbeck und von Krusemark.
Spätere Adelslexika wie  Ledebur (1865), Kneschke (1868) und Siebmachers Wappenbuch (1878) übergingen die bei Okolski genannten Urkunden und beschränkten sich bei der Datierung des Adels auf die Aufnahme von Carl von Schönbeck und seinen Nachkommen in den Reichsadel am 1. März 1686, die vom Kurfürsten von Brandenburg am 26. Januar 1691 bestätigt wurde.
Die Schönebeck waren seit dem 16. Jahrhundert als Kaufleute und Ratsherrn in Stendal tätig. In den bis 1233 zurückreichenden Listen der Ratmänner in Stendal ist Claus (I) Schönebeck (ca. 1470 – ca. 1542) 1511 das erste Mitglied der Familie im Rat. 1543 nahm das Kapitel von St. Nikolaus in Stendal Stephan Schönebeck als neuen Kämmerer des Stifts an. Der letzte Schönebeck, der dem Stendaler Rat angehörte, war Benedikt Schönebeck (1597–1665). Um die Mitte des 17. Jahrhunderts gab die Familie die Kaufmannstätigkeit auf und bekleidete fortan höhere Beamtenstellen im brandenburgisch-preußischen Staat. Im 18. Jahrhundert erlosch die altmärkische Linie im Mannesstamm.
In der Neumark auf Cammin, Dölzig, Mohrin und Ringenwalde nördlich von Küstrin ist spätestens seit 1540 ein adliges Geschlecht von Schönbeck nachweisbar, von dem von Hellbach und Kneschke u. a. wegen der Ähnlichkeit des Wappens angenommen wird, dass es mit der altmärkischen Familie verwandt ist. Aus dieser Sippe war Claus von Schönbeck Hofmarschall des Markgrafen Johann. Nach Siebmacher (1703) war ein Zweig in Pommern ansässig. Im 19. Jahrhundert starb die neumärkische Linie aus.

## Wappen

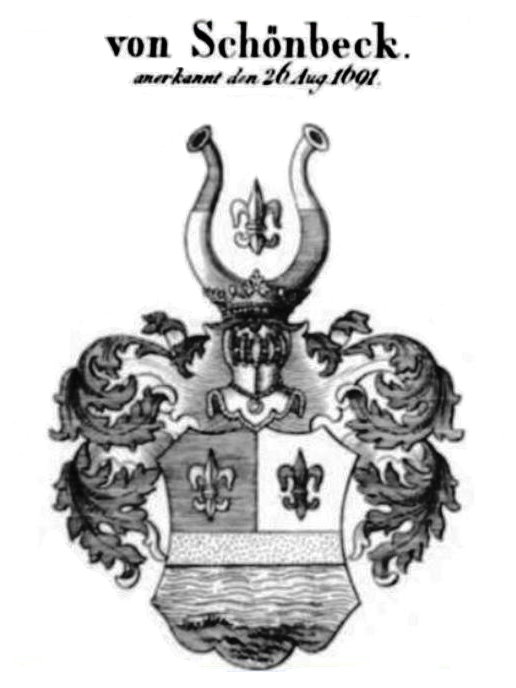
Familienwappen im Wappenbuch der Preussischen Monarchie (1846)

Im Familienwappen der neumärkischen Linie, das nach Siebmacher (1880) schon 1456 existierte, sind zwei gekrönte nackte Frauenrümpfe in einem Bach (der „Schönbeck“) dargestellt. Die untere Schildhälfte war unterschiedlich gestaltet. Im Siebmacher von 1880 ist neben dem unten beschriebenen Wappen mit den Lilien eine Variante dargestellt, die zwei bekleidete, wachsende Jungfrauen über einer fünfmal geteilten Schildhälfte zeigt. Auf dem Helm eine der Jungfrauen wie im Schild. Kneschke (1868) beschreibt zwei Varianten, Siebmacher (1906) bildet drei Varianten dieses Wappens ab, darunter eine von 1610 und eine von 1630.
Im Wappen der altmärkischen Familie ist im unteren Querbalken der „schöne Bach“ im Rasen abgebildet. In der Mitte ist ein erniedrigter goldener Querbalken, der oberste Querbalken ist in Blau und Silber gespalten, darin stehen zwei Lilien von gewechselter Farbe (blau und silber), auf dem bewulsteten Helme ist eine der Lilien zwischen zwei Büffelhörnern.  Dieses Wappen, wie es erstmals auf dem Leichenstein von Bartholomäus Schönebeck (1605) zu sehen ist, wurde bei der Nobilitierung 1686 gebessert und ist in dem Adelsdiplom genau beschrieben. In der Fassung von 1686 ist es bei Tyroff (1846) und Siebmacher (1878) als Adelswappen abgebildet und beschrieben. Die Lilien sind möglicherweise ein Ersatz für die früher verwendeten Frauenrümpfe.

## Persönlichkeiten
Hervorzuheben sind unter anderem:
- Jacob Schönebeck der Jüngere (1516–1579), Ratsherr, Kämmerer und Bürgermeister in Stendal
- Bartholomäus Schönebeck (1548–1605), Einflussreicher Kaufmann und Ratsherr in Stendal, Stifter der Schönebeckschen Fundation
- Christoph Schönebeck (1601–1662), Jurist, Kurfürstlicher Geheimer Rat und Archivar in Berlin
- Benedikt Schönebeck (1597–1665), Verwaltungsjurist, Ratsherr, Kämmerer und Bürgermeister in Stendal
- Carl Schönebeck (1632–1696), seit 1686 von Schönebeck, Neffe des vorigen, kurfürstl. Brandenburgischer Regierungsrat der Neumark und Kanzler bei Herrenmeistertum zu Sonnenburg (Neumark)
- Bernd Christian von Schoenebeck (1645–1718), königlich preußischer Generalmajor und Kommandant von Kolberg
- Carl Friedrich von Schönebeck († 1735), Sohn des vorigen, Kanzler der neumärkischen Regierung

## Schönbecksche Stiftung
1607 wurde die sog. Schönbecksche Fundation in Stendal gegründet, die noch heute bei der Stadtkirchengemeinde Stendal existiert.